# Саркосцифа Дадли
Саркосцифа Дадли, малиновая чаша, или красная чаша (лат. Sarcoscypha dudleyi) — вид сумчатых грибов рода Саркосцифа семейства Саркосцифовые. Гриб встречается на востоке и в центре США, похож на саркосцифу алую, но отличается от последней на микроскопическом уровне по маслянистым вкраплениям в спорах гриба.
Образцы гриба были собраны американским ботаником Уильямом Расселом Дадли в октябре 1888 года в штате Нью-Йорк. Описавший в 1894 году новый вид Чарльз Хортон Пек дал ему видовое название Peziza Dudleyi в честь первооткрывателя.

## Местообитание и распространение

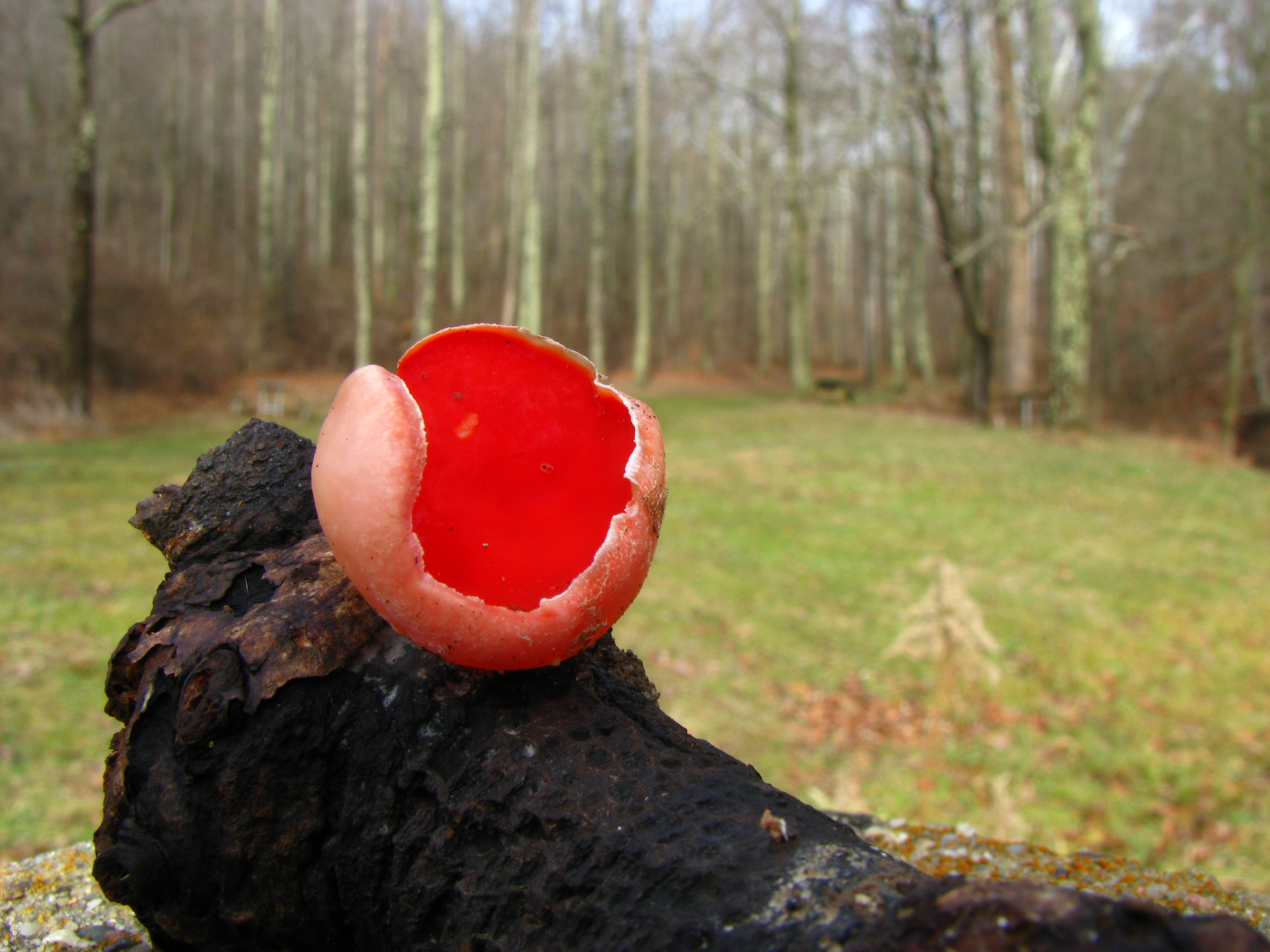
Саркосцифа Дадли в Национальном парке Огайо Страудз-Ран.

Саркосцифа Дадли — сапрофитный гриб, растущий на разлагающихся стволах и ветвях деревьев, как правило, покрытых слоем листвы или почвы. Предпочитает липу. Растёт как одиночный гриб либо в небольших группах. Появляется ранней весной, изредка поздней осенью. Встречается в восточных и центральных штатах США.